# Relaciones España-República de Texas
Las Relaciones España-Texas, se refiere a las relaciones exteriores históricas entre el Imperio español y la República de Texas, que comenzaron extraoficialmente hacia 1839, cuando España se negó a ayudar a México en la reconquista de Texas. Las relaciones finalizaron en 1846, con la anexión de Texas a los Estados Unidos de América.

## Escasa diplomacia

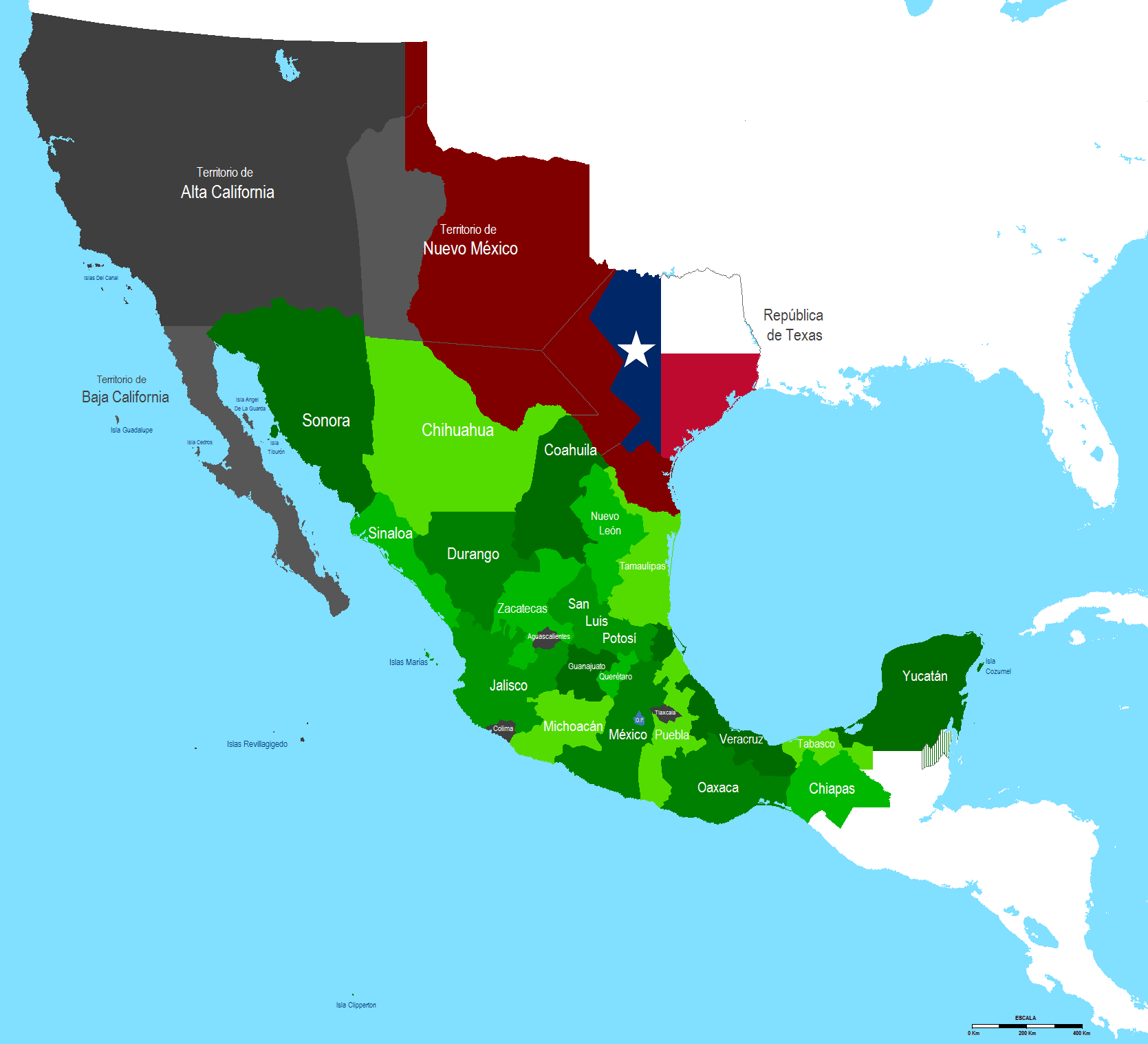
Texas independiente mostrada con la bandera de Texas, Texas mexicana ocupada en granate.

Cuando en 1835 los colonos angloamericanos del estado mexicano de Coahuila y Texas proclamaron la independencia de Texas, las relaciones entre México y su exmetrópoli España empezaban a templarse tras casi una década de intentos de reconquista. Así, en 1836 se abrían las relaciones bilaterales entre ambas naciones, y como el gobierno mexicano del presidente Antonio López de Santa Anna nunca reconoció diplomáticamente a los rebeldes texanos, los sucesivos gobiernos progresistas y moderados españoles se negaron entablar cualquier contacto con aquellos.
Hacia 1839 los independentistas texanos habían adquirido ya un vasto control del territorio que reclamaban e iniciaron conversaciones con muchos países de Europa Occidental, a la vez que exportaban algodón a casi todo el mundo. Sin embargo, las diferencias culturales entre España y los colonos en armas eran grandes, no sólo lingüísticamente, sino también en el campo de la fe, puesto que la mayoría de los texanos era bautista, mientras que el Estado español mantenía el catolicismo como religión oficial. Éticamente ambas naciones estaban divididas en cuanto a la esclavitud, sobre la cual la República de Texas fue fundada, toda vez que en España y la mayor parte de sus colonias había sido abolida.

## Comercio
El gobierno español impuso un alto arancel sobre todos los bienes provenientes de Texas, puesto que la necesidad de algodón texano era baja debido al hecho de que era un producto que se podía obtener mediante el cultivo en la misma España y en el resto de la cuenca del Mediterráneo. España se negó a exportar mercancías a la República de Texas, si bien algunos productos españoles encontraron su camino a los puertos texanos a través de Cuba y Puerto Rico, ambos colonias españolas.